# Comité de législation

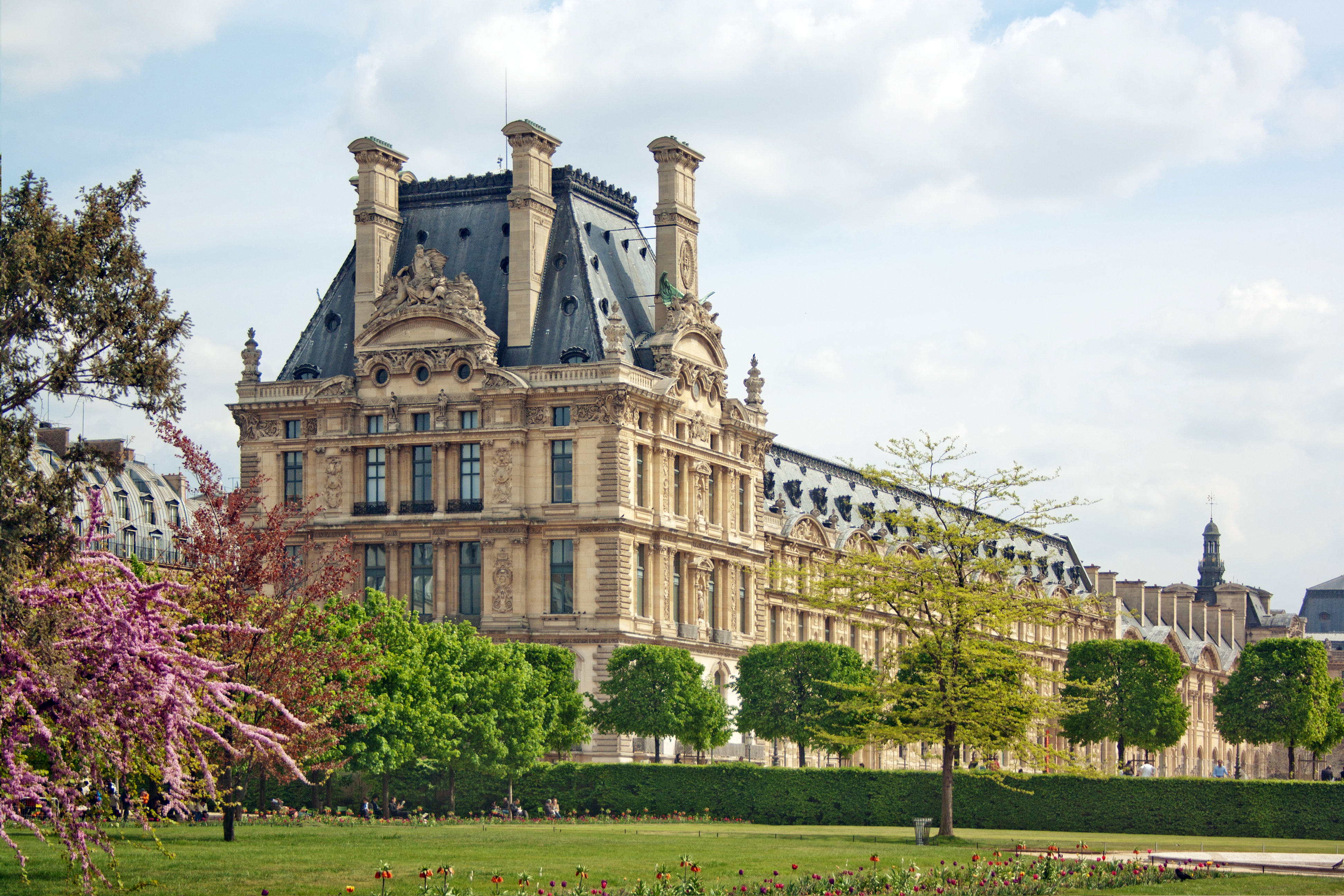
Het Pavillon de la Liberté, waar het Wetgevingscomité zetelde (nu als Pavillon de Marsan onderdeel van het Louvre)

Het Comité de législation (Wetgevingscomité) was een wetgevend en vervolgens ook uitvoerend orgaan tijdens de Franse Revolutie. Binnen de Nationale Conventie hield het zich aanvankelijk bezig met het opstellen van codificaties, dan met de uitzonderingswetten van de Terreur, om na de Thermidoriaanse Reactie een regeringscomité te worden naast het Comité de salut public en het Comité de sûreté générale.

## Geschiedenis
De Nationale Grondwetgevende Vergadering vormde op 10 september 1789 een eerste Comité de législation criminelle. De acht leden ervan moesten de hervorming van het strafprocesrecht voorbereiden. Onder de Wetgevende Vergadering die in 1791 aantrad, bleef dit comité bestaan met voortaan 48 leden. Ze hielden zich bezig met de hervorming van de civiele en penale wetgeving en met het beantwoorden van vragen van gedeputeerden.
De Nationale Conventie vormde op 2 oktober 1792 uit haar midden een nieuw Comité de Législation civile et criminelle et de féodalité. De eerste voorzitter was Garran de Coulon en vanaf december Cambacérès. De voornaamste taak van het comité was de Conventie te ontlasten door specifieke problematieken te bestuderen en ontwerpdecreten uit te werken. Weldra kreeg het de opdracht een Burgerlijk Wetboek op te stellen.
Op voorstel van Lindet werd het Wetgevingscomité in januari 1793 opgesplitst in vier afdelingen met elk twaalf leden (burgerlijke stand, familie en huwelijksovereenkomsten — nalatenschappen, natuurlijke kinderen en adoptie — schenkingen, substituties en testamenten — strafrecht, hypotheken en feodaal recht). In die maand trad ook Merlin de Douai toe. In mei 1793 verhuisde het Wetgevingscomité met de andere diensten naar het Tuilerieënpaleis, meer bepaald naar het Pavillon de la Liberté (en). Na de opstand van 31 mei en 2 juni voerde Cambérès een nieuwe reorganisatie in twee divisies door: de division systématique (met acht secties) en de division des rapports. Het aantal leden werd teruggebracht van 48 naar zestien (later achttien).
In die periode stelde het Wetgevingscomité veel van de uitzonderingswetten op die de Terreur kenmerkten: oprichting van een Buitengewoon crimineel tribunaal, in de herfst omgedoopt tot Revolutionair tribunaal (10 maart 1793); buiten-de-wetstelling als straf (19 maart); de Verdachtenwet (17 september). Op 26 september volgde een belangrijke vernieuwing van het lidmaatschap.
Het Burgerlijk Wetboek dat in de winter aan de Conventie werd gepresenteerd, viel op een koude steen. Wellicht mee daardoor verdween het Wetgevingscomité wat op de achtergrond. Na de Thermidoriaanse Reactie volgde op 24 augustus 1794 een belangrijke hervorming. Het Wetgevingscomité werd een regeringscomité dat verschillende taken van het Comité de salut public overnam. Het fungeerde als een soort ministerie van Binnenlandse Zaken en Justitie dat toezicht hield op besturen en rechtbanken. Deze evolutie was al eerder ingezet maar werd door de hervorming geformaliseerd.

## Voetnoten
1. ↑  48 leden: Garran de Coulon, Guadet, Couthon, Thuriot, Chasset, Mailhe, Gossuin, Barère, Durand-Maillane, Charlier, Osselin, Goupilleau, Lepeletier de Saint-Fargeau, Saladin, Azéma, Delaunay, Robespierre, Lindet, Brival, J.-B. Mathieu, Laplaïgne, Piorry, Cambacérès, Alquier, Morisson, Tallien, Vadier, Vernier, Lanjuinais, Vergniaud, Louvet, Sautereau, Lavicomterie, Larivière, Corbel, Coupé, J.-M. Lacroix, Guimberteau, Marquis, Bohan, Lemaillaud, Cochon, Pons (de Verdun), Ingrand, Philippeaux, Bayle, Baille
2. ↑  Twaalf benoemingen: Pons de Verdun, Bar, Merlin de Douai, Cambacérès, Fabre d'Églantine, Ricord, Berlier, Duval, Mathieu, Oudot, Hentz en Lacoste.